# José Vieira Alvernaz
José Vieira Alvernaz (1898 - 1986) là một Thượng phụ - Tổng giám mục của Giáo hội Công giáo Rôma. Ông nguyên là Thượng phụ của Tòa Thượng phụ East Indies, Tổng giám mục chính tòa Tổng giáo phận Goa and Daman và Giám mục chính tòa Giáo phận Cochin, tất cả đều thuộc Ấn Độ. Ông đã dùng cả cuộc đời tu trì của mình để phục vụ tại đây.

## Tiểu sử
Thượng phụ José Vieira Alvernaz sinh ngày 5 tháng 2 năm 1898 tại Ribeirinha do Pico, thuộc Bồ Đào Nha. Sau quá trình tu học tại các chủng viện theo quy định của Giáo luật, thì ngày 20 tháng 6 năm 1920, Phó tế Alvernaz, 22 tuổi, tiến đến việc được truyền chức linh mục. Ông cũng tham dự đầy đủ 4 giai đoạn của Công đồng Vatican II với vai trò là một nghị phụ.
Sau hơn 20 năm thi hành các hoạt động mục vụ giáo dân với tư cách là một linh mục, ngày 13 tháng 8 năm 1941, Tòa Thánh công bố việc đã tuyển chọn linh mục José Vieira Alvernaz, 43 tuổi làm Giám mục, với vị trí chính thức là Giám mục chính tòa Giáo phận Cochin, thuộc Ấn Độ. Lễ tấn phong cho vị tân giám mục được cử hành sau đó vào ngày 1 tháng 12 cùng năm, với phần nghi thức được chủ sự bởi ba vị giám mục cấp cao khác. Chủ phong cho vị giám mục tân cử là Giám mục Guilherme Augusto Inácio da Cunha Guimarães, Giám mục chính tòa Giáo phận Angra. Hai vị khác với vai trò phụ phong gồm Giám mục Abílio Augusto Vaz das Neves, Giám mục chính tòa Giáo phận Bragança e Miranda và Giám mục Manuel Marilla Ferreira da Silva, S.M.P., Bề Trên Tổng quyền Dòng S.M.P.[Missionários da Boa Nova], Giám mục phụ tá Tổng giáo phận Goa and Damao.
Chín năm sau khi được tấn phong làm người cha tinh thần của Giáo phận Cochin, trước Giáng sinh, ngày 23 tháng 12 năm 1950, Tòa Thánh cho công bố quyết định bổ nhiệm Giám mục José Vieira Alvernaz làm Tổng giám mục Phó Tổng giáo phận Goa and Damao và danh hiệu Tổng giám mục Hiệu tòa Anasartha và chức danh Phó Thượng phụ Tòa Thượng phụ East Indies. Ba năm sau, ông kế vị các chức danh "chính tòa" trở thành Thượng phụ Tòa Thượng phụ East Indies và Tổng giám mục chính tòa Goa and Damao. Tất cả các việc kế vị được thực hiện và công bố ngày 16 tháng 9 năm 1953. Trong thời gain này, ông cũng là một giám mục tham dự đầy đủ 4 giai đoạn của Công đồng Vatican II.
Sau hơn hai mươi năm nắm giữ vị trí Thượng phụ East Indies và Tổng giám mục Goa and Damao, Thượng phụ Alvernaz từ nhiệm vì lý do tuổi tác theo Giáo luật. Tòa Thánh công bố việc chấp thuận vào ngày 22 tháng 2 năm 1975.
Ngày 13 tháng 3 năm 1986, ông qua đời, thọ 88 tuổi.